# Євангелічне училище в Кітее
62°05′45″ пн. ш. 30°08′20″ сх. д. / 62.095961616219° пн. ш. 30.138993988131° сх. д.

## Історія основи
Євангелічне Народне Училище м. Кітее було засноване у 1943 році з ініціативи Калле Тіайнена, кантора місцевої церкви. Взимку 1947 року на пожертвування було збудовано головну будівлю училища, але перші заняття розпочалися вже у грудні 1946 року. На першому курсі навчалося 36 осіб. Навчальний заклад надавав молоді не лише можливість отримувати професійні навички та знання, а й виховував її відповідно до християнських традицій. З самого початку в училищі зверталася серйозна увага на практичну підготовку учнів і на повідомлення їм відомостей, з яких вони могли б отримати практичну користь.
Першим ректором училища був призначений Йоос Хютонен.

## Навчання
В настоящий час училище пропонує навчальну програму для старшокласників, яка дозволяє закріпити отримані в школі знання загальноосвітніх дисциплін підвищити бали свідоцтва про закінчення неповної середньої школи. Аналогічна навчальна програма пропонується і для мігрантів.
Дорослі можуть одержати в училищі нову професію в області інформаційних технологій або для роботи у сфері соціального обслуговування. На різноманітних короткострокових курсах, таких як наукові табори, курси іноземних мов, відкриті університетські курси або курси в області соціальної сфери можна підвищити свою кваліфікацію. Більша частина короткострокових курсів проводяться у літній час. 
Щорічно на однорічних курсах навчається близько 250 студентів і близько 1100 - на короткострокових.
В навчальному закладі працює відмінний колектив, що відрізняється професійним і творчим підходом до своєї справи. Один із них – викладач музики Пламен Дімов, болгарин за національністю. Стояв біля джерел створення відомого фінського рок-гурту Nightwish. Як музикант працював у Норвегії, Німеччині, Швейцарії, Болгарії. Грає на скрипці, гітарі, фортепіано, ударних інструментах. Ще один викладач - Пасі Пірінен, у минулому відомий гравець у бейсбол У 1999-2000 р.р. був визнаний найкращим гравцем суперліги викладає біологію, географію, фізкультуру та математику.

## Розташування
Навчальний заклад розташований в м.Кітее, Східна Фінляндія, від кордону Вяртсіля.                                                 
В училищі є всі можливості для навчання, проживання та гарного відпочинку, навчальний корпус, гуртожиток, їдальня, сауна з басейном. Учні здійснюють пізнавальні екскурсії, вивчають ЗМІ, роботу громадських організацій, інформатику, різні мови та літературу. А також ознайомлюються з  культурою та із задоволенням займаються  всіма видами спорту.
|  |  |  |  |